# Garra Amarela
Garra Amarela é um personagem fictício de histórias em quadrinhos da Marvel Comics. Criado por Al Feldstein e Joe Maneely, sua primeira aventura foi em revista própria Yellow Claw #1 (outubro de 1956), publicada pela Atlas Comics, editora antecessora da Marvel.

## História da publicação
Garra Amarela foi o vilão de uma curta série norte-americana de histórias em quadrinhos de espionagem, que circulou entre outubro de 1956 e abril de 1957. Notáveis quadrinistas trabalharam na série tais como Joe Maneely, Jack Kirby e John Severin. Os personagens criados mais tarde foram introduzidos na continuidade do Universo Marvel. A série original trazia como herói o agente sino-americano do FBI Jimmy Woo, designado para enfrentar o "perigo amarelo" representado pelo mandarim comunista chinês conhecido apenas como "Garra Amarela". O nome do personagem foi retirado de um livro de 1915 do autor Sax Rohmer, conhecido pela série com Fu Manchu. A sobrinha-neta do vilão, Suwan, era o interesse romântico de Woo.
Kirby deixou de roteirizar, desenhar e arte-finalizar a série já no número 2. Bem apreciada pelas tramas maduras e em especial pela atmosfera criada pela arte de Maneely, a série, contudo, não encontrou seu público. Sua influência foi sentida quando o autor-artista Jim Steranko trouxe de volta os personagens em aventuras da década de 1960 protagonizadas por Nick Fury, agente da S.H.I.E.L.D.. O retorno ocorreu na revista Strange Tales #160 (setembro de 1967) da Marvel Comics, quando surgiu uma versão-robô de Garra Amarela; o verdadeiro vilão reapareceria mais tarde. Woo retornou na mesma edição, juntando-se a S.H.I.E.L.D. em história da revista Nick Fury, Agent of S.H.I.E.L.D. #2 (julho de 1968).

## Biografia ficcional
Garra Amarela tinha 150 anos de idade e nasceu em algum lugar da China. Como Fu Manchu, ele era um gênio em bioquímica e cientista e inventor brilhante, mestre em misticismo, alquimia e artes marciais. Criou um elixir que prolongou sua vida e o mantinha no gozo de suas capacidades físicas permanentemente. Quando apareceu nas aventuras de Nick Fury, os artistas acentuaram o tom amarelo da pele, explicado como provavelmente causado pela longevidade devido ao uso do elixir.
O vilão se dedica a dominar o mundo e suplantar a Cultura Ocidental. Ele controla uma organização criminosa mundial e recebe auxílio de cientistas e engenheiros em seus esquemas. Em 1942, Garra Amarela encontrou Lady Lótus no bairro novaiorquino de Chinatown. Na década de 1950, forjou um pacto com líderes comunistas chineses incluindo o General Sung.Garra Amarela tinha como auxiliar e segundo-em-comando o criminoso de guerra nazista Karl von Horstbaden, outro nome de Fritz von Voltzmann. Contudo, Garra foi continuamente perseguido pelo agente do FBI Jimmy Woo e traido pela sua neta, Suwan.
Garra Amarela enviou tropas para invadirem a Ilha Liberdade mas foi impedido por Nick Fury e Capitão América. Nick Fury e a S.H.I.E.L.D. enfrentaram robôs do vilão e seus capangas. Posteriormente, o Garra Amarela deixou os Estados Unidos, colocando Suwan em animação suspensa. Ele acabou por fundir o espírito de Suwan com uma antiga princesa egípcia. Durante o confronto com Nick Fury, Capitão América, Falcão e S.H.I.E.L.D., contudo, o vilão foi atacado pelo espírito vingativo de Suwan. Em represália ele desfez o encanto, o que causou a desintegração do corpo de Suwan. Fugiu em seguida. Garra Amarela tomou parte de uma competição de supervilões e derrotou e aparentemente matou o Mandarim. Na sequência, lutou contra o Homem de Ferro e fugiu. Fez uma tentativa de destruir Nova Iorque formando um tsunami mas foi impedido pelo Nova, Nick Fury e S.H.I.E.L.D. Ele planejou ser pai de vários filhos com mulheres aperfeiçoadas geneticamente mas não conseguiu devido a interferência dos Vingadores. Tentou novamente destruir Nova Iorque mas dessa vez recebeu a interferência de Capitão América, Homem-Sapo, Homem-Aranha, Tocha Humana, Anjo, Fera e Homem de Gelo. Garra Amarela recrutou a segunda Madame Hidra. Eles enfrentaram Nick Fury e a S.H.I.E.L.D.

### Biografia recontada
Nas aventuras do Garra Amarela em Strange Tales, o super-espião Nick Fury lutou contra o vilão que não passava de um robô criado por Doutor Destino que pretendia destruir o mundo. "Suwan" e "Voltzmann" que acompanhavam o Garra, também eram impostores robôs.

### Agentes de Atlas
O Garra Amarela reaparece como principal vilão da minissérie de 2006–2007 Agents of Atlas. Na revista #4 (janeiro de 2007), ele afirma que o título "Garra Amarela" é uma tradução pejorativa para o seu emblema, quando o correto seria "Garra Dourada".
Na revista #6, revela que seu verdadeiro nome é Plan Chu, cã de uma dinastia secreta mongol, que tinha escolhido Jimmy Woo como seu herdeiro. Todos os planos para a "conquista do mundo" na verdade tinham o propósito secundário de dar a Woo uma ameaça oriental para enfrentar, garantindo sua reputação de um verdadeiro herói americano. Contudo, o plano não foi bem-sucedido pois Jimmy, apesar de promovido, recebeu um trabalho burocrático dentro da agência. Desanimado, o Garra criou a Fundação Atlas.
Após revelar a verdade para Woo — que aceitou o papel de cã pretendendo usar a Fundação Atlas e a dinastia mongol para lutarem do lado do bem — Plan Chu, como todos os cãs anteriores, deixou-se ser devorado por Senhor Lao, um poderoso e imortal dragão, uma vez que não poderiam co-existir dois cãs.

## Poderes e habilidades
Através de manipulação de magia, Garra Amarela é capaz de realizar vários feitos, inclusive ressuscitar os mortos. Ele também consegue enganar os sentidos dos outros, criando ilusões realistas. Como resultado da ingestão do elixir, ganhou uma grande longevidade.
Garra Amarela é um gênio com amplos conhecimentos de várias ciências, principalmente bioquímica e genética. Ele também conhece robótica e magia negra. É mestre em artes marciais chinesas e perito em combate corpo-a-corpo.
Ele usa uma armadura corporal e acessa várias armas quando necessário. Possui tecnologia avançada e torna escravos por controle telepático. Ele controla gigantescas criaturas desenvolvidas por biologistas a seu serviço.

## Outras versões
Em um universo alternativo, durante a década de 1950, o Garra Amarela recrutou uma equipe de super-humanos para raptarem o presidente americano Dwight D. Eisenhower. Ele enfrentou e foi derrotado pelos "Vingadores" da década de 1950.

## Republicações
Algumas histórias da série original não foram republicadas pelas editoras americanas.
- Yellow Claw #1
  - "The Coming of the Yellow Claw" - republicada em Giant-Size Master of Kung Fu #1 (setembro de 1974)
  - "The Yellow Claw Strikes", "Trap for Jimmy Woo" - republicada em Giant-Size Master of Kung Fu #2 (dezembro de 1974)
- Yellow Claw #2
  - "The Trap" - republicada em Marvel Premiere #1 (maio de 1972; personagem de Phil Kane revisado como Nick Fury) e Giant-Size Master of Kung Fu #3 (março de 1975)
  - "Concentrate on Chaos" - republicado em Giant-Size Master of Kung Fu #3 (março de 1975)
  - "The Mystery of Cabin 361", "Temujai the Golden Goliath" - republicado em Giant-Size Master of Kung Fu #4 (junho de 1975)
- Yellow Claw #3
  - "The Microscopic Army" - republicado em The Golden Age of Marvel Comics (1997, ISBN 0-7851-0564-6)
  - "UFO, the Lighting Man" - republicado em Marvel Visionaries: Jack Kirby, Vol. 1 (2004, hardcover, ISBN 0-7851-1574-9)
- Yellow Claw #4
  - Um ou mais histórias foram republicadas em Marvel Visionaries: Jack Kirby, Vol. 2 (2006, hardcover, ISBN 0-7851-2094-7)